# Félix Bonjour
Pour les articles homonymes, voir Bonjour (homonymie).
 (novembre 2008).
Si vous disposez d'ouvrages ou d'articles de référence ou si vous connaissez des sites web de qualité traitant du thème abordé ici, merci de compléter l'article en donnant les références utiles à sa vérifiabilité et en les liant à la section « Notes et références ».
Félix Bonjour, né le 25 juin 1858 à Vevey et mort le 8 mai 1942 à Lausanne, est un journaliste et une personnalité politique suisse.

## Biographie
Son père a été conseiller d’État de 1866 à 1873. Félix Bonjour sera, lui, président du Parti radical-démocratique de 1912 à 1913. Initialement, il se lance dans des études de lettres successivement à Lausanne, Bonn et Strasbourg jusqu’en 1878. Un de ses proches parents, Louis Ruchonnet fera de lui le directeur et rédacteur du journal « La Revue » où il restera jusqu’en 1928, premièrement sous la coupe de Ruchonnet, grand décisionnaire du journal.
Félix Bonjour devient président de l'association de la presse vaudoise à deux reprises, puis entre au Grand Conseil en 1901. En 1908, il entre au Conseil national et finira par devenir président du parti radical-démocratique en 1912.
Grâce à lui, « La Revue » deviendra le journal de référence de l’époque, ce qui procure une mainmise à son parti (Les Radicaux) sur la presse.
En 1923, Félix Bonjour est docteur honoris causa de l’Université de Lausanne, mais il perdra rapidement en notoriété, car il devra céder la rédaction de « La Revue » en 1928, sous la pression des officiels vaudois. Sa carrière politique et journalistique achevée, il passera le reste de sa vie à écrire de grands ouvrages sur la démocratie suisse et la politique vaudoise. En 1931 sort l’œuvre de Bonjour intitulée « Souvenirs d’un journaliste », qui relate le portrait de son époque et de Ruchonnet, qui aura largement marqué et dirigé sa vie.